# マルコス・エルメネギルド・ジョアキン・エンリケス
マルコス・エルメネギルド・ジョアキン・エンリケス（Marcos Hermenegildo Joaquim Henriques、1981年5月27日 - ）は、アンゴラの元サッカー選手。元アンゴラ代表。ポジションはミッドフィールダー。

## 来歴
1999年10月にアンゴラ代表デビュー。2006 FIFAワールドカップではグループステージ全3試合に出場した。アンゴラ代表として通算16試合に出場した。

## 代表歴

### 出場大会
- アンゴラ代表
  - 2006 FIFAワールドカップ

### 試合数
- 国際Aマッチ 16試合 0得点（1999年-2006年）[1]

| アンゴラ代表 | 国際Aマッチ | 国際Aマッチ |
| 年           | 出場        | 得点        |
| ------------ | ----------- | ----------- |
| 1999         | 1           | 0           |
| 2000         | 0           | 0           |
| 2001         | 2           | 0           |
| 2002         | 1           | 0           |
| 2003         | 2           | 0           |
| 2004         | 0           | 0           |
| 2005         | 3           | 0           |
| 2006         | 7           | 0           |
| 通算         | 16          | 0           |